# ژروم اس
ژروم اس (به فرانسوی: Jérôme Hesse) نویسنده قرن بیستم میلادی اهل فرانسه است.